# Trommelscanner

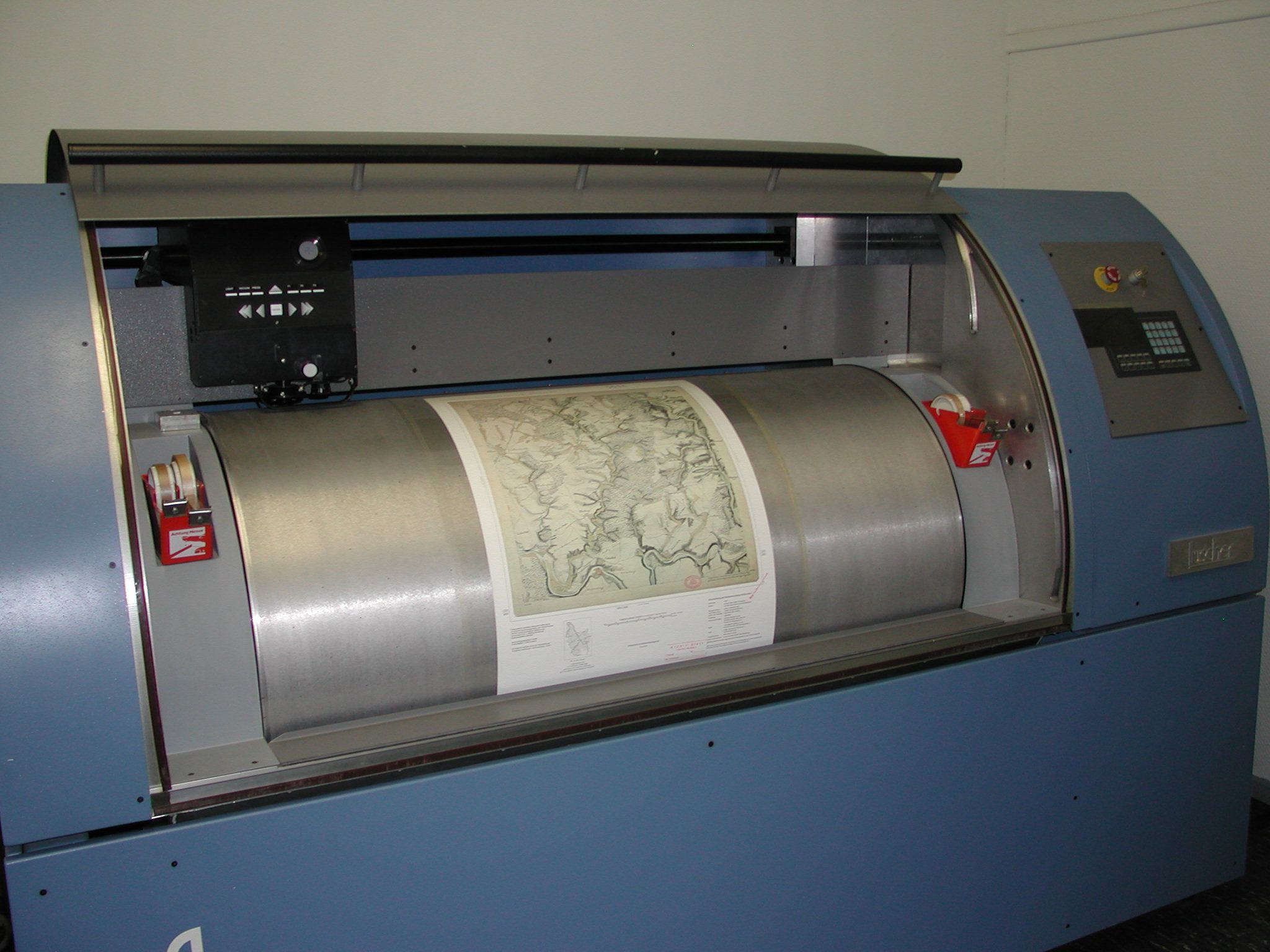
Trommelscanner

Een trommelscanner is een type scanner die tussen 1958 en omstreeks 2000 in de prepress werd gebruikt. Een kleurenscanner scant gekleurde originelen optisch en elektronisch, en zet kleurwaarden om in elektrische stroom. Met behulp van correctiesystemen kunnen deze waarden gericht worden gewijzigd, omgezet in licht en vastgelegd op fotografisch materiaal.

## Technologie
De elektronische componenten voor beeldacquisitie zijn fotomultiplicatoren, dit zijn lichtsensoren die een elektrische stroom opwekken wanneer het licht erop valt. Je bent kleurenblind, wat betekent dat je alleen de intensiteit van de kleur ziet, maar niet de kleur zelf. Met een fotomultiplier wordt het signaal versterkt. Daarom heeft de trommelscanner een groter dichtheidsbereik dan de flatbedscanner en kan hij kleur- en helderheidgradaties reproduceren, vooral in donkere en zeer lichte gebieden. Afhankelijk van het ontwerp kan de trommel horizontaal, verticaal of schuin geplaatst worden.
De originelen kunnen transparanten of dia's zijn, die met plakband op een gelijkmatig draaiende trommel (van acrylglas of metaal) worden bevestigd, de zogenaamde scanrol. Bij objectglaasjes gebeurt dit met een niet-vluchtige vloeistof zoals olie of gel. De sjablonen worden op een puntachtige manier verlicht of doorverlicht en roteren onder een scanoptiek die parallel aan de rotatie-as wordt verplaatst. Deze stuurt het licht via kleurfilters door naar de fotomultipliers. De analoge signalen worden vervolgens elektronisch gedigitaliseerd. Vaak is dit een insteekkaart voor de computer, die ook de SCSI-aansluiting verzorgt.
Een fotogevoelige film, die het schrijfsignaal ontvangt, is gemonteerd op een tweede rol die is verbonden met de aftastrol. Het schrijfsignaal van de kleurencalculator wordt via de schaalcalculator naar de halftone-schrijfkop geleid. Met een speciaal apparaat kunnen de kleurscheidingen worden gescreend. De rasterpunten worden met behulp van een contactraster of gemoduleerde laserstralen op de te belichten film geschreven. De belichte film wordt vervolgens ontwikkeld en gedroogd in een ontwikkelmachine.

## Huidige situatie
Er worden bijna geen trommelscanners meer gemaakt, omdat flatbed- en filmscanners tegelijkertijd goedkoper en krachtiger worden. Een van de laatste grote fabrikanten van drumscanners was het Duitse Linotype-Hell, dat in 1996 werd overgenomen door Heidelberger Druckmaschinen AG. Een bijzonder model en de laatste serie was de Linotype-Hell Tango / Heidelberg Primescan, waarbij de scanrol verticaal werd gebruikt, in tegenstelling tot de gebruikelijke horizontale opstelling van de scannertrommel. Anno 2023 worden deze apparaten alleen ondersteund door SilverFast onder de huidige besturingssystemen. Bestaande apparaten worden nog steeds gebruikt voor het gelijktijdig lezen van meerdere sjablonen en in het professionele high-end gebied, wanneer een opname met een zeer hoge resolutie of dichtheid vereist is.

## Bron
- Website van SilverFast